# Wallers-en-Fagne
Wallers-en-Fagne település Franciaországban, Nord megyében. Lakosainak száma 274 fő (2022. január 1.). Wallers-en-Fagne Moustier-en-Fagne, Baives, Ohain, Trélon és Momignies községekkel határos.

## Népesség
A település népessége az elmúlt években az alábbi módon változott:
| Lakosok száma | 296  | 290  | 292  | 286  | 284  | 282  | 282  | 280  | 274  |
|               | 2013 | 2015 | 2016 | 2017 | 2018 | 2019 | 2020 | 2021 | 2022 |